# John Brown
|  | No s'ha de confondre amb John Brown (abolicionista). |

John Brown (Berwickshire, 1735 - Londres, 17 d'octubre de 1788) va ser un metge escocès. Brown va ser l'avi de l'artista Ford Madox Brown i el rebesavi del novel·lista Ford Madox Ford. Brown assistí a l'escola parroquial a Duns, es va traslladar a Edimburg i es va matricular a classes de teologia a la universitat d'Edimburg i va treballar a temps parcial com a tutor privat. En 1759 va interrompre els seus estudis de teologia i va començar l'estudi de la medicina i es va convertir en el preceptor de la família de William Cullen. Després d'una disputa amb Cullen i els professors de la universitat, a les conferències públiques de Brown figuraven atacs contra els sistemes anteriors de la medicina, incloent les del mateix Cullen. En 1780 Brown va publicar el seu Elementa Medicinae, conegut com el sistema brownià de medicina, que durant un temps va ser un text popular. En 1786 es va traslladar a Londres per millorar la seva sort, però va morir d'apoplexia dos anys més tard, el de 1788.
En 1795 es publicà una edició crítica dels Elements of Medicine de Brown pel reputat metge Thomas Beddoes en benefici de la vídua i fills de Brown. L'any 1804 va aparèixer una edició de l'obra de Brown, amb una biografia escrita pel seu fill, William Cullen Brown.